# Dasysphaera tomentosa
Dasysphaera tomentosa là loài thực vật có hoa thuộc họ Dền. Loài này được Volkens ex Lopr. mô tả khoa học đầu tiên năm 1894.